# Piper alatabaccum
Piper alatabaccum är en pepparväxtart som beskrevs av Trel. & Yunck.. Piper alatabaccum ingår i släktet Piper och familjen pepparväxter. Inga underarter finns listade i Catalogue of Life.